# Corvera de Asturias
Corvera de Asturias è un comune spagnolo situato nell'area centrale della comunità autonoma delle Asturie in un territorio collinare con valli poco profonde. Fa parte della comarca di Avilés.
È costituito da diversi nuclei abitati, i principali per numero di abitanti sono: Nobledo, Las Vegas, Cancienes, La Marzamilla e Los Campos. Sette sono le parrocchie in cui è diviso il comune dal punto di vista religioso.
Fino alla metà del XX secolo l'attività principale della popolazione fu nell'agricoltura i cui prodotti oltre che utilizzati localmente venivano venduti ad Avilés ed esportati nella Bretagna francese. Il numero degli abitanti dalla metà del XIX secolo al 1950 non subì grandi variazioni mantenendosi intorno ai 4.000; nel decennio successivo si registrò un notevole aumento raggiungendo le 9.813 unità nel 1960 e continuando ancora a crescere sicché nel 1970 si contarono 12.600 abitanti che salirono a 18.480 per poi discendere stabilizzandosi intorno ai 15.800. Il motivo di tale andamento demografico va ricercato nella grande variazione dell'economia locale da rurale ad industriale verificatosi alla metà del XX secolo.
Altra risorsa locale è data dal turismo, principalmente sportivo, che può disporre del bacino artificiale di Trasona per gare di canottaggio nazionali e internazionali e per esercitare altri sport acquatici. Il microclima temperato oceanico e la natura del terreno con i suoi boschi favoriscono anche il turismo di chi voglia trascorrere periodi di riposo o dedicarsi alle passeggiate un luoghi ameni.

## Storia
La costituzione ufficiale della comunità di Corvera risale al XVI secolo quando si costituirono il municipio di Avilés e un primo consiglio municipale degli abitanti di Corvera che si riuniva a Cancienes, germe del comune di Corvera che si formò nel XVII secolo con sede del consiglio alla Casa de los Bango.
Nel 1924 completò il suo nome con l'appellativo de Asturias per distinguersi dalle altre località spagnole non asturiane che si chiamano anch'esse Corvera. Alla metà del XX secolo si stabilì nel territorio comunale l'impianto per la produzione e la lavorazione dell'acciaio dell'impresa spagnola ENSIDESA poi fusa con altre imprese metallurgiche francesi col nome ARCELOR. Ciò determinò grande richiesta di manodopera con conseguente immigrazione aumento della popolazione e costruzione di nuove abitazioni altre che alla necessità di maggiori enti di servizi.

## Monumenti e luoghi d'interesse
La stele funeraria di Molleda rinvenuta sul Monte Pesa con iscrizione di dedica agli dei, le chiese di Santa Maria de Solís, di San Vicente a Trasona e di Santa Maria di Cancienes, la Ermita de la Consolación, la Ermita de los Santos Justo y Pastor, la Capilla de San Pelayo, la Quinta de Silva Molero (una quinta è un casino di campagna), la Casa de los Bango, il Palacio de la familia Rodríguez de León e a Nubledo l'antico Ayuntamiento.

## Feste
Gara de Embalse il 1º giugno, Hoguera de San Juan de Trasona il 23 e 24 giugno (hoguera è il termine che indica i falò che vengono accesi in vari punti della città attorno ai quali si danza, si canta e si suona), Fiestas populares de Corvera dal 9 all'11 settembre.
Inoltre ci sono le feste patronali delle sette parrocchie in date diverse.